# 碳化十五羰基五钌
碳化十五羰基五钌是一种有机钌化合物，化学式为Ru5C(CO)15。它可由Ru6C(CO)17和一氧化碳在70 °C、80 atm反应制得。它可作为电子对的接受体参与反应，如和一分子或二分子乙腈形成加合物；和碘反应得到Ru5C(CO)15I2；和三苯基膦反应得到Ru5C(CO)15PPh3。它在庚烷中加压、加热分解，得到Ru6C(CO)17。它可以活化甲酰基的C-H键。